# Копиловка (Асінівський район)
Копило́вка (рос. Копыловка) — село (колишній присілок) у складі Асінівського району Томської області, Росія. Входить до складу Новоніколаєвського сільського поселення.

## Населення
Населення — 154 особи (2010; 244 у 2002).
Національний склад (станом на 2002 рік):
- росіяни — 98 %